# Radošov – sedlo
Radošov – sedlo (nazývané také Sedlo pod Radošovem) je horské sedlo a rozcestí nacházející se v západní části pohoří Javorníky, jihovýchodo-východně od vrcholu Radošov a severně od vrcholu Hradisko. Sedlo se nachází v nadmořské výšce 705 m v katastru obce Zděchov v okrese Vsetín ve Zlínském kraji.

## Další informace
Radošov – sedlo se nachází cca 0,5 km jižně od okraje obce Zděchov a asi 1 km od severně od Pulčínských skal. Sedlo je významnou turistickou křižovatkou Javorníků. Prochází jím Hlavní centrální hřebenová trasa přes největší vrcholy Javorníků až na Slovensko, naučná stezka Javornický hřeben, naučná stezka Javorníky – západ, naučná stezka obce Zděchov a další turistické stezky. Sedlem procházejí také cyklostezky Hornolidečská magistrála a 6117.
V zimě je Radošov – sedlo také křižovatkou lyžařských běžkařských tras. Místem také vede trať tradičního běžkařského závodu „Zděchovská 30“.
Na místě se nachází také informační tabule a odpočinkové místo s posezením.

## Galerie

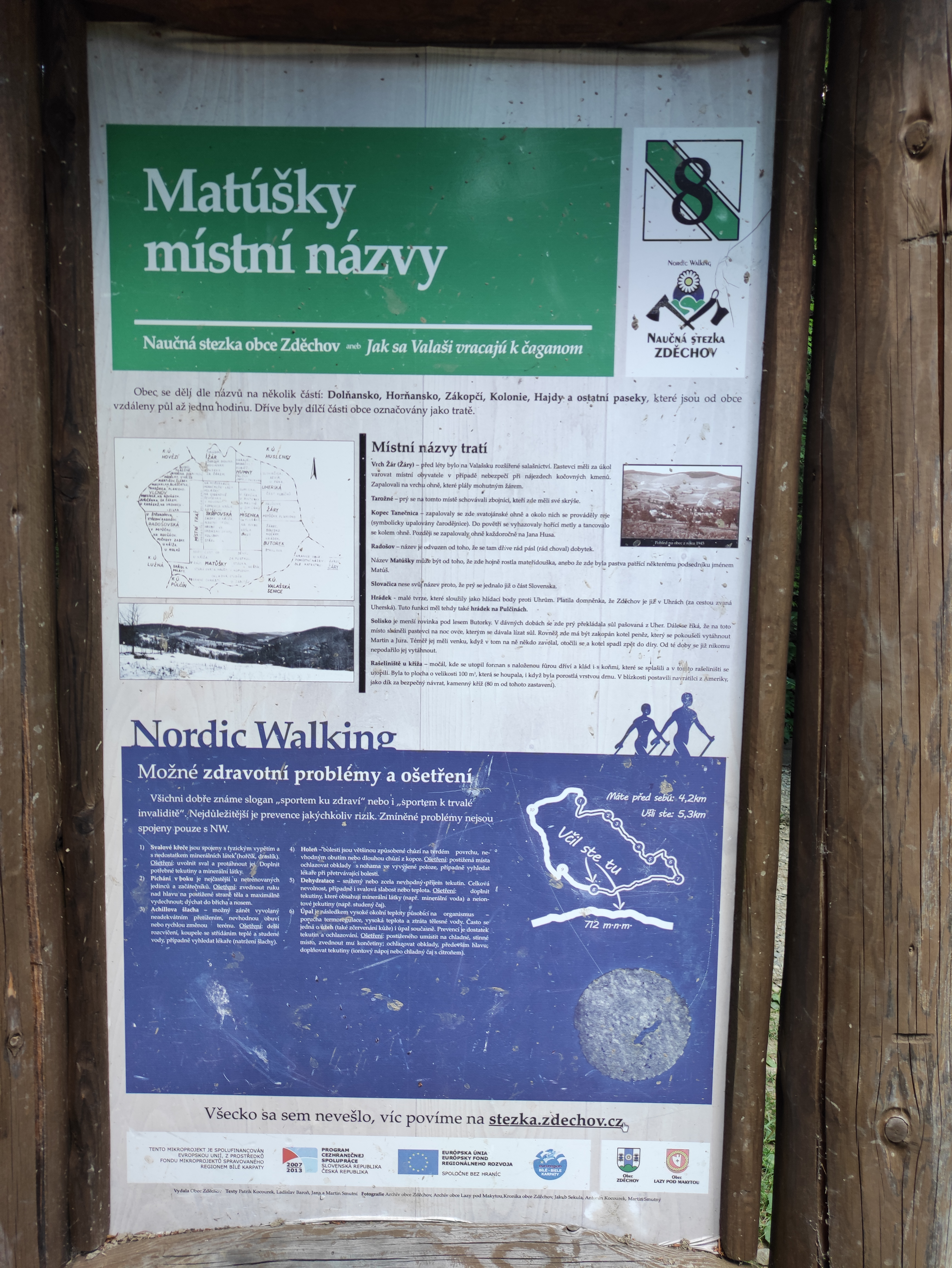
Informační tabule na místě
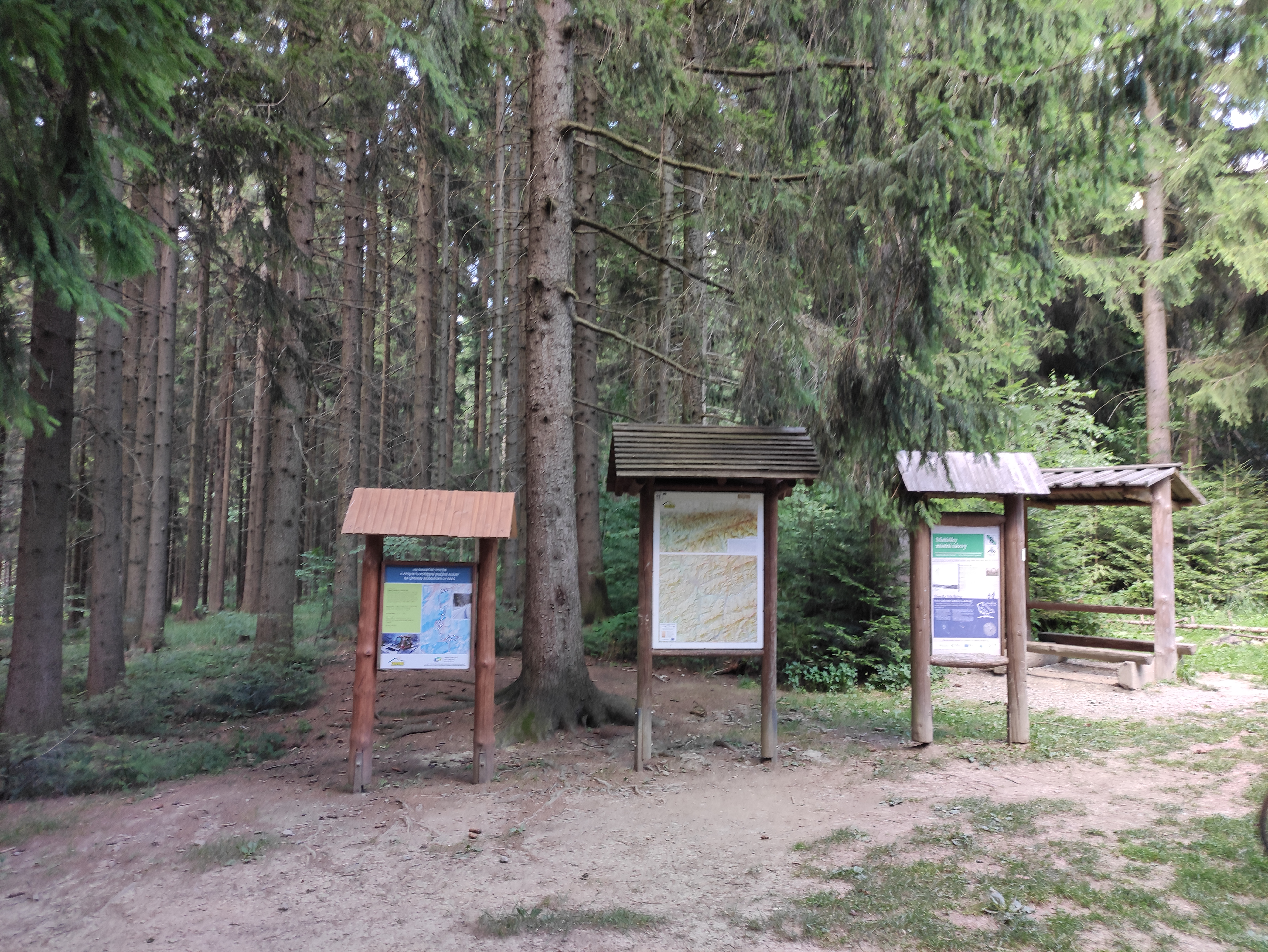
Informační tabule a posezení